# Decídete
Albums de Luis Miguel
Directo al corazón
(1982) Ya nunca más
(1984)
Decídete est le troisième album du chanteur mexicain Luis Miguel. Il a été lancé par la maison de disques EMI Capitol Mexico en 1983. Les deux versions de la chanson qui donne son nom à l'album ont été un succès commercial en Espagne et en Amérique latine. La version originale racontait une rencontre sexuelle entre deux adolescents et a été censurée en Amérique latine en raison de son contenu sexuel explicite. Les paroles ont été jugées en contradiction avec l'âge du chanteur et ont été jugées inappropriées pour un garçon de 13 ans. Pour cette raison, le compositeur de la chanson a dû modifier les paroles pour en faire un amour innocent entre adolescents. La chanson est également remarquable parce qu'elle marque le passage vocal de l'enfance à l'adolescence pour Luis Miguel,.

## Liste des pistes
Adapté d'AllMusic
| #  | Titre                          | Auteur                                                | Durée |
| -- | ------------------------------ | ----------------------------------------------------- | ----- |
| 1  | Decídete                       | Honorio Herrero                                       | 2:59  |
| 2  | Lupe                           | Honorio Herrero                                       | 3:06  |
| 3  | No Me Puedes Dejar Así         | Honorio Herrero / Luis G. Escolar                     | 3:21  |
| 4  | Safari                         | Luis G. Escolar / Julio Seijas                        | 3:21  |
| 5  | Bandido Cupido                 | Honorio Herrero                                       | 2:15  |
| 6  | Campeón                        | Honorio Herrero / Luis G. Escolar                     | 3:31  |
| 7  | El Brujo (Yummy, Yummy, Yummy) | Joey Levine / Arthur Resnick – Adapt: Honorio Herrero | 3:31  |
| 8  | En Japón                       | Honorio Herrero                                       | 3:01  |
| 9  | Soy Como Soy                   | José Ramón García Florez                              | 3:04  |
| 10 | Mini Amor                      | Luis G. Escolar / Julio Seijas                        | 3:25  |

## Classements
| Hit-parade (1984)           | Meilleure position |
| --------------------------- | ------------------ |
| Spanish Albums (Promusicae) | 14                 |